# Condado de Ezpeleta de Veire
El condado de Ezpeleta de Beire, o Veire, es un título nobiliario español otorgado en 31 de octubre de 1797 por el rey  Carlos IV para José de Ezpeleta y Galdeano, virrey de la Nueva Granada de 1789 a 1797, virrey de Navarra de 1814 a 1820 y gobernador de Cuba. Obtuvo en 1866 de Isabel II la grandeza de España.

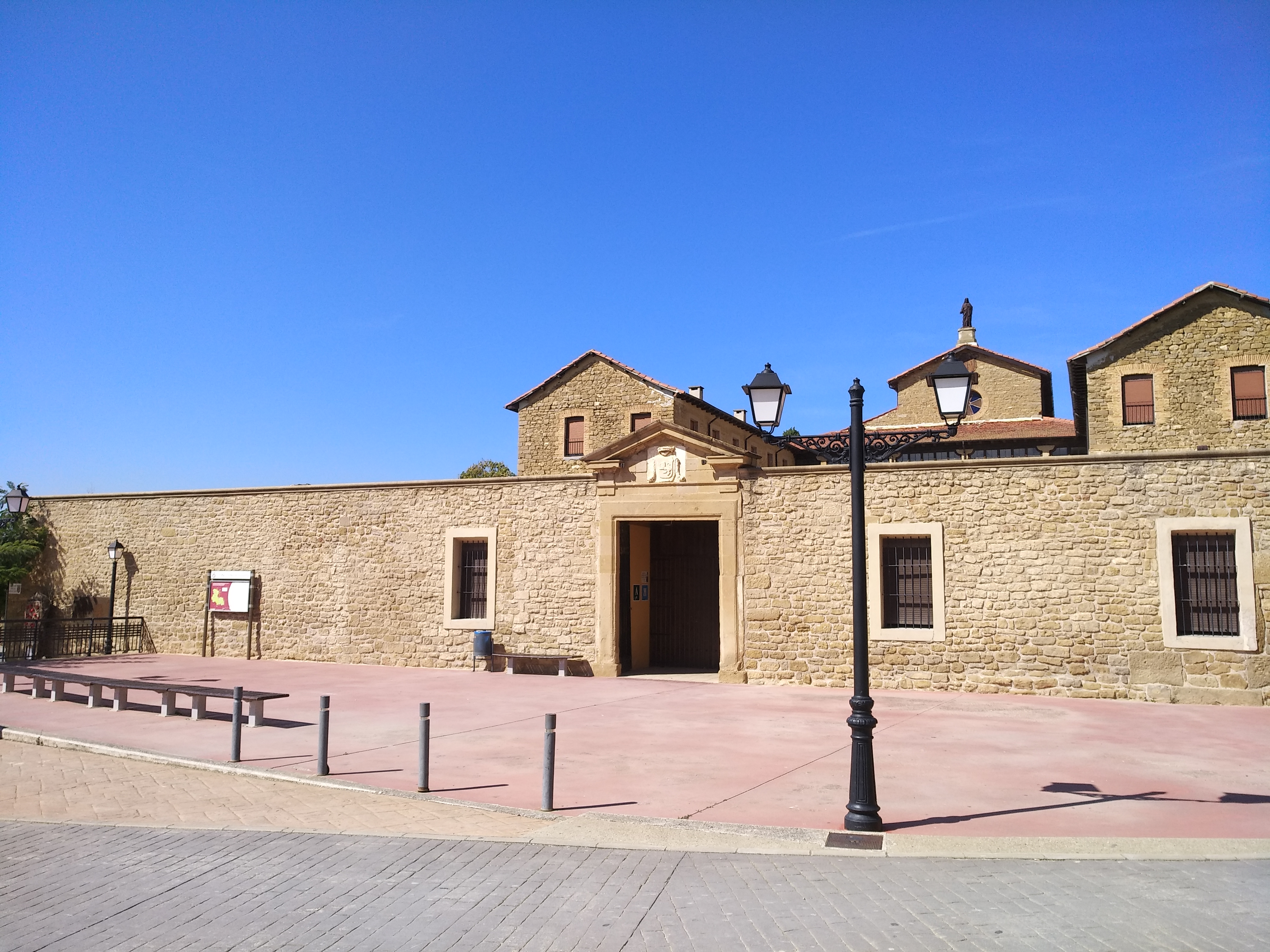
Palacio de los Ezpeleta (Beire)

## Condes de Ezpeleta de Veire

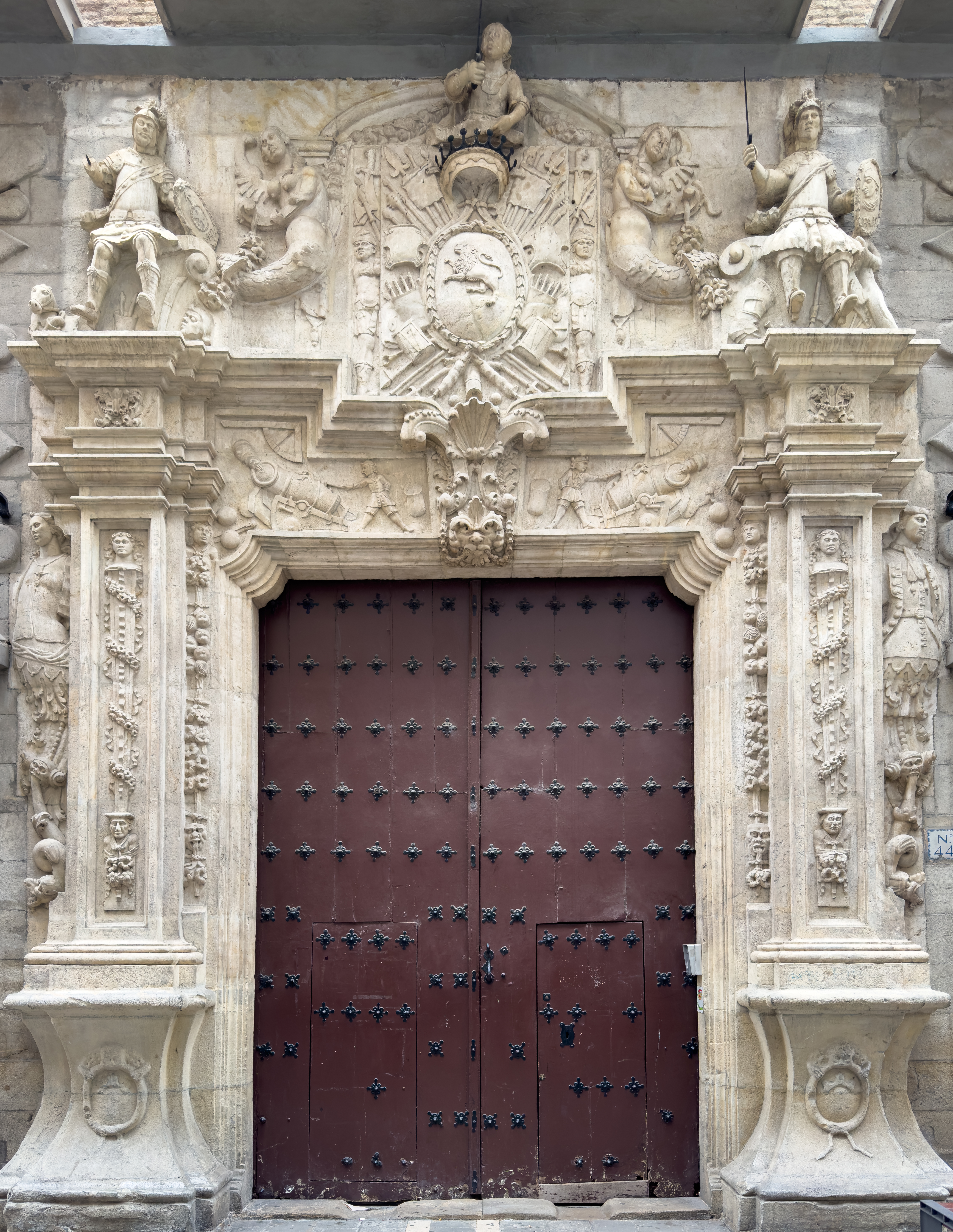
El Palacio del Marqués de San Miguel de Aguayo, después de Ezpeleta cuyas armas luce la fachada, es un edificio del situado en la calle Mayor de Pamplona

|                        | Titular                                                           | Periodo                |
| Creación por Carlos IV | Creación por Carlos IV                                            | Creación por Carlos IV |
| ---------------------- | ----------------------------------------------------------------- | ---------------------- |
| I                      | José de Ezpeleta y Galdeano                                       | 1797-1823              |
| II                     | José María de Ezpeleta                                            | 1823-1847              |
| III                    | José María Ortuño de Ezpeleta y Aguirre-Zuazo                     | 1849-1885              |
| IV                     | José María Ortuño de Ezpeleta y Samaniego                         | 1885-1919              |
| V                      | María de la Purificación Joaquina de Ezpeleta y Álvarez de Toledo | 1922-1949              |
| VI                     | Joaquín de Villar-Villamil y Ezpeleta                             | 1950-1993              |
| VII                    | Blanca María del Carmen de Villar-Villamil y Ezpeleta             | 1993                   |
| VIII                   | Carlos Sánchez-Navarro y Villar-Villamil                          | 1995-2010              |
| IX                     | Roberta Sánchez-Navarro y Quintana                                | 2010-hoy               |

## Historia de los condes de Ezpeleta de Veire
- José de Ezpeleta y Galdeano (Barcelona, 24 de enero de 1742-Pamplona, 23 de noviembre de 1823),[3] I conde  de Ezpeleta de Veire[2][4] virrey de Nueva Granada, de Cataluña y de Navarra y Gran Cruz de Carlos III.[3] Era hijo de Joaquín de Ezpeleta y Dicastillo y de María Ignacia Galdeano y Prado.[3]

Casó el 23 de enero de 1782, en La Habana, con María de la Paz de Enrile y Alcedo, (m. 1806). hija de Jerónimo Enrile, I marqués de Casa Enrile. Sucedió su hijo:
- José María de Ezpeleta (La Habana, 1 de marzo de 1787-Bagnères de Luchon, 26 de julio de 1847),[5] II conde de Ezpeleta de Veire,[2] mariscal de Campo, caballero de la Orden de San Fernando[6] y senador electo por la provincia de Navarra (1837-1845), senador vitalicio (1845-1847) y prócer.[7]

Casó el 1 de noviembre de 1817, en Vitoria, con María Amalia del Pilar Aguirre-Zuazo y Acedo (m. 29 de octubre de 1876), II duquesa de Castro-Terreño, VII marquesa de Montehermoso, IV condesa de Echauz, XI condesa de Triviana y VI condesa del Vado. En 29 de diciembre de 1849 le sucedió su hijo:
- José María Ortuño de Ezpeleta y Aguirre-Zuazo (Pamplona, 4 de septiembre de 1818-8 de junio de 1885),[9] III conde de Ezpeleta de Veire,[2][4] con grandeza de España en 1866, III duque de Castro-Terreño y conde de Triviana. Fue electo diputado del congreso por el distrito de Pamplona en 1850.[9]

Casó el 20 de mayo de 1842, en Madrid, con María de la Soledad de Samaniego y Asper, hija de Joaquín Félix de Samaniego Pizarro y de Narcisa de Asper y Asper (m. 1890), marqueses de Valverde de la Sierra y de Monte Real.  Le sucedió su hijo:
- José María Ortuño de Ezpeleta y Samaniego (Pamplona, 2 de enero de 1846-Biarritz, 28 de marzo de 1919), IV conde de Ezpeleta de Veire grande de España, IV duque de Castro-Terreño,[4] IX marqués de Montehermoso, XIII conde de Triviana, V conde de Echauz, gentilhombre de cámara con ejercicio y servidumbre, mayordomo y jefe de la casa de Isabel II de España y maestrante de Zaragoza.[10]

Casó el 29 de mayo de 1869, en Irún, con María Álvarez de Toledo y Caro, hija de José Joaquín Álvarez de Toledo y Silva, XVIII duque de Medina Sidonia, y de su esposa y prima carnal, Rosalía Caro y Álvarez de Toledo. En 25 de julio de 1922 le sucedió su hija:
- María de la Purificación Joaquina de Ezpeleta y Álvarez de Toledo (1872-1949), V condesa de Ezpeleta de Veire, grande de España[4] V duquesa de Castro-Terreño[11] y VI condesa de Echauz.

Casó el 7 de noviembre de 1898 con Ignacio Jerónimo López de Peralta y Villar Villamil (m. 9 de septiembre de 1946). En 15 de diciembre de 1950 le sucedió su hijo:
- Joaquín de Villar-Villamil y Ezpeleta (1899-14 de marzo de 1984), VI conde de Ezpeleta de Veire, grande de España.[4]

Sin descendencia, en 21 de septiembre de 1993 le sucedió su hermana:
- Blanca María del Carmen de Villar-Villamil y Ezpeleta (París, 9 de junio de 1913-6 de noviembre de 1993), VII condesa de Ezpeleta de Veire, grande de España[4] VII duquesa de Castro-Terreño,[11] XI marquesa de Montehermoso en 1949[12] y VIII condesa de Echauz.

Casó en 25 de noviembre de 1936 con Carlos Sánchez Navarro. En 18 de abril de 1995 le sucedió su hijo:
- Carlos Sánchez-Navarro y Villar-Villamil (4 de diciembre de 1943-Ciudad de México, 1 de septiembre de 2018[13]), VIII conde de Ezpeleta de Veire, grande de España,[4] VIII duque de Castro-Terreño[11] XII marqués de Montehermoso, XVII conde de Triviana y IX conde de Echauz.[12]

Casó con Luz de Lourdes Quintana y Crespo. En 22 de diciembre de 2010 le sucedió su hija por cesión de su padre:
- Roberta Sánchez-Navarro y Quintana (1975), IX condesa de Ezpeleta de Veire, grande de España.[2]